# メビウスリンク
メビウスリンクは、株式会社アイマジックが制作している未来世界を舞台としたシミュレーションゲームである。

## 概要
宇宙艦隊同士による戦闘を行う作品。初期の作品はターン制によってゲームが進行したが、メビウスリンク リアル以降の作品ではリアルタイムストラテジー風のシステムが採用されている。シナリオごとに勝利条件があり、条件を満たす事で次のシナリオに移行する。基本的には戦術シミュレーションに属し、戦略性は乏しく、勝利条件にない惑星を攻略したとしても次のシナリオで自軍が有利になったりする事はない。また各ストーリーでの結果がどうなっても本筋のストーリーに影響はない（つまりこちらが全勝したものとしてストーリーが進む）。
登場する艦隊司令官が全て女性という設定。

## シリーズ
1995年に発売された"メビウスリンク"以来、これまでに多くのタイトルが発売されており、これら作品の大半はウィンドウズPC向けであるが、1998年に発売された"メビウスリンク3D"はプレイステーション用となっている。 PS版にはマップに高さの概念が加わり更に高度な戦略が求められるようになった。

### メビウスリンク
1995年9月9日にWindows3.1用のPCゲームとして発売。数百年にわたる闘いを舞台に、帝国と連邦という2つの勢力の、連邦軍に所属する”メビウスリンク艦隊”の冒険と活躍を描いた、マルチシナリオのシミュレーションゲーム。メビウスリンク艦隊の司令官は女性だけであり、5000フレームに及ぶCGアニメで演出しており、ドラマチックな雰囲気を盛り上げている。
株式会社アイマジックの岩渕亮がゲームデザインとプログラムを兼任して作った。当時のインタビューで、ボードゲームの流れをくむシミュレーションゲームとして作成したと述べている。また「ファウンデーション」シリーズにも影響を受けたと述べている。
キャラクターイラストはKuratch!。

銀河標準暦00498～

### メビウスリンク2
1995年12月9日発売。
銀河標準暦00540～549

### メビウスリンク2 プレアデスシスターズ
1996年3月23日発売。

### メビウスリンク2EX
1996年11月発売。
銀河標準暦00550～552

### アルファリンク
1996年12月にWindows用PCゲームとして発売。メビウスリンクと同じ世界観を舞台とする姉妹作。新たな帝国との敵対勢力『紋章世界』の出現と帝国軍の侵攻、『紋章世界』への救援のために急遽編成・派遣された自由都市連邦軍第8機動艦隊群の帝国軍との戦いを描く。

### メビウスリンク3D
1998年4月2日にPS用ゲームとして発売。シリーズ初の家庭用ゲーム機専用ソフト。
同時期の同シリーズゲームでは初めて戦闘フィールドが3D空間になった。戦艦を中心とした戦略性の高いシステムにドラマチックなストーリー展開となった。戦闘シーンがカットできず、延々と個々の艦の砲撃戦等を見続けなければならないため、1ターンが非常に長くなることがある。またシリーズでは珍しくレーダーやエネルギーリンクが耐久力が異様に高いため、戦場予定地にあらかじめ設置しておけば盾として使用可能（逆に相手の補給線を単艦で破壊するのが困難）。
銀河標準暦00552～00554

### メビウスリンク3 ファースト
1997年12月13日発売。

### メビウスリンク3 セカンド
1998年12月13日発売。
インターネットでの通信対戦に対応。
銀河標準暦00540～00549

### メビウスリンク3 プレアデス
1998年5月21日発売。
銀河標準暦00503～00508 ジェットストリーム 

銀河標準暦00511～00516 レッドスターシフト

銀河標準暦00545～00548 プレアデスシスターズ

### メビウスリンク リアル
2000年7月14日にWindows 95 / 98用のゲームとして発売。
遥かな未来、人類は恒星間旅行を可能にし、活動領域を銀河系全域に広げていった。だが、人類社会の中に対立が生まれ、やがて「都市連邦」と「シリウス帝国」の2大勢力へと発展し、銀河支配を巡る戦いが描かれている。
マップは2D。初のリアルタイム制導入、味方艦隊に指示を出している間にもゲームは進行する。航空母艦や重巡航艦は登場しない。シリーズで初めて、プレイヤーが帝国を担当することが可能になり、これまで謎に包まれていた帝国の一端を知ることもできる。

銀河標準暦00556～00557

### メビウスリンク リアル プロジェクトオリオン
2000年10月25日発売。

### アルファリンク リアル
2000年12月14日発売。

### メビウスリンク リアル レーヴェ
2001年3月23日発売。
地方艦隊のエピソード。

### パラスアテナ アルファーリンク
2001年12月20日にWindows用のPCゲームとして発売。

### メビウスリンク：ノワール 漆黒の雷撃
2002年12月13日にWindows用のPCゲームとして発売。
2Dマップのリアルタイム制。

銀河標準暦00559～00560

### アルファーリンク：ルージュ 紅涙の航跡
2003年3月14日にWindows用のPCゲームとして発売。

### メビウスリンク ユニヴァース
2004年6月にWindows用のPCゲームとして発売。

### メビウスリンク ユニヴァース2
2004年12月24日にWindows用のPCゲームとして発売。

## 小説版
株式会社ゼストより『メビウスリンク～天空を駆ける女神～』というノベライズが1998年に出版されている。著者は伏見健二。産みの親である岩渕亮は監修。詳細な設定でゲームシリーズと矛盾する箇所があるため、ゲームのほうの設定が公式となっている模様（例、女性提督の性格やスーパーアルテミス一隻で敵要塞を撃破出来るなど）。